# Кашаганов, Нурлан Мусаканович
Кашаганов, Нурлан Мусаканович (17.03.1971, с. Михайловка, Джамбульская обл., КазССР), представитель высшего командования Вооружённых сил Республики Казахстан, генерал-майор (с 05.05.2016), командующий войсками регионального командования «Восток» (с 2016).

## Биография
Родился 17 марта 1971 года в с. Михайловка Жамбылской области.
В 1993 году окончил Алматинское высшее общевойсковое командное училище.
Офицерскую службу начал командиром взвода Республиканской гвардии.
С июня 1993 по июнь 1999 года - служба на различных офицерских должностях в Республиканской гвардии.
С июня 1999 по июль 2001 года – слушатель Военной академии Вооруженных Сил Республики Казахстан.
В 2001 году окончил Военную академию ВС РК
С июля 2001 по октябрь 2003 года -  заместитель командира полка Республиканской гвардии Республики Казахстан.
С октября 2003 по апрель 2004 года - старший офицер Департамента оперативного планирования КНШ МО РК.
С апреля 2004 по январь 2005 года - начальник штаба – заместитель командира мотострелкового полка мотострелковой дивизии.
С января 2005 по июль 2005 года - командир мотострелкового полка мотострелковой дивизии.
С июля 2005 года по август 2009 года – командир механизированной бригады.
С августа 2009 по июль 2011 года - слушатель факультета ГШ Военной академии Республики Беларусь.
В 2011 году окончил Факультет ГШ Военной академии Республики Беларусь.
С июля 2011 по февраль 2013 года - командир мотострелковой бригады.
С февраля 2013 по июль 2013 года - первый заместитель командующего Аэромобильными войсками – начальник штаба Аэромобильных войск.
С июля 2013 по июнь 2016 года - первый заместитель командующего войсками регионального командования – начальник штаба Управления командующего войсками регионального командования «Астана».
С 2 июня 2016 по 21 сентября 2019 года — командующий войсками Регионального командования «Восток». 

## Награды
- Орден Айбын 3 степени (2001)[3]